# Zakrzów Kotowice
Zakrzów Kotowice – przystanek osobowy w woj. dolnośląskim. W czasach gdy istniał drugi tor, peron znajdował się pomiędzy nimi a wchodziło się na niego przejściem podziemnym. Przez stację przejeżdżają pociągi towarowe i pasażerskie, które odjeżdżają w stronę Wrocławia i w stronę Jelcza Laskowic.

## Ruch pasażerski
| Rok  | Wymiana pasażerska na dobę |
| ---- | -------------------------- |
| 2017 | 100-149                    |
| 2022 | 50-99                      |

## Połączenia
- Jelcz-Laskowice
- Wrocław

## Galeria

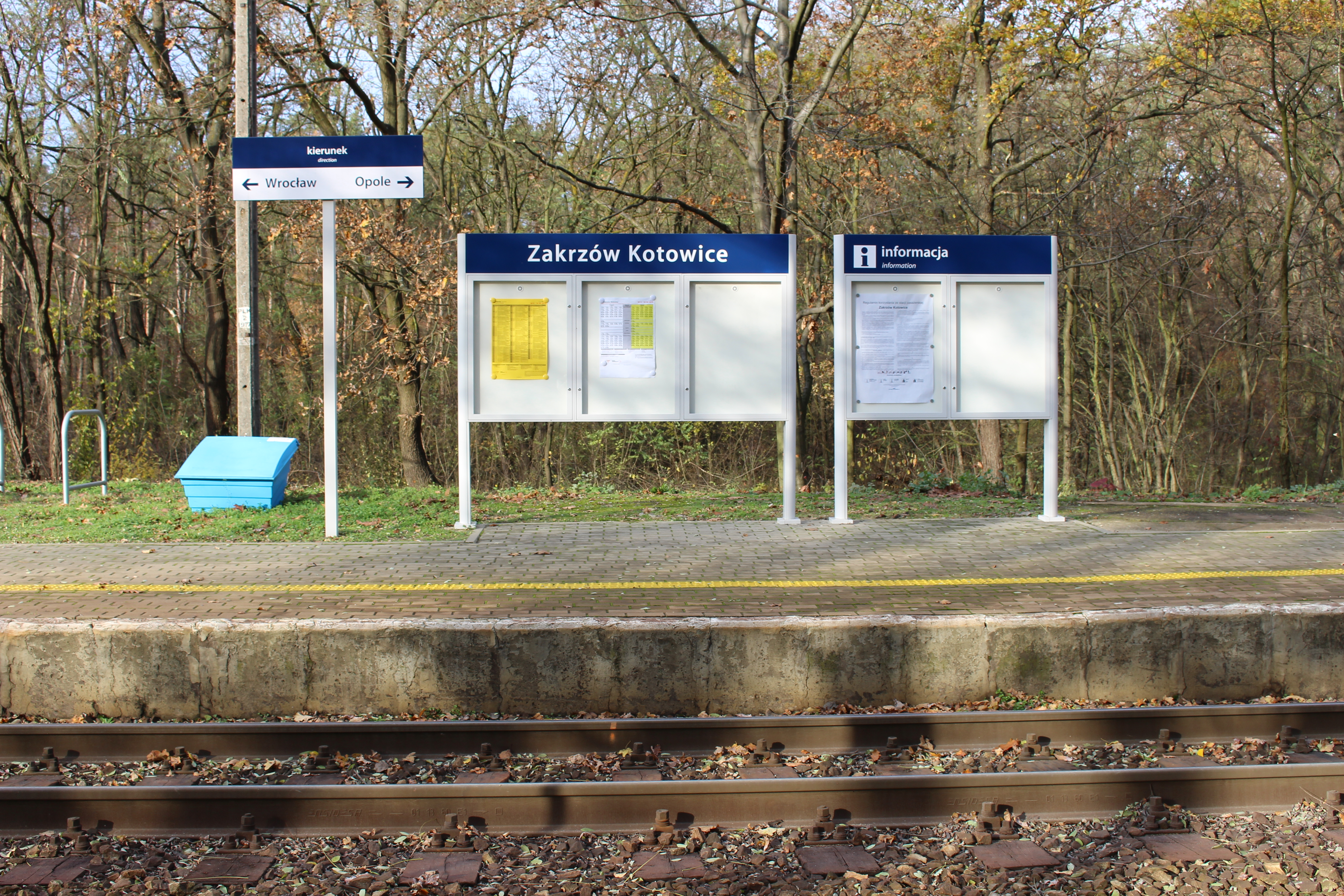
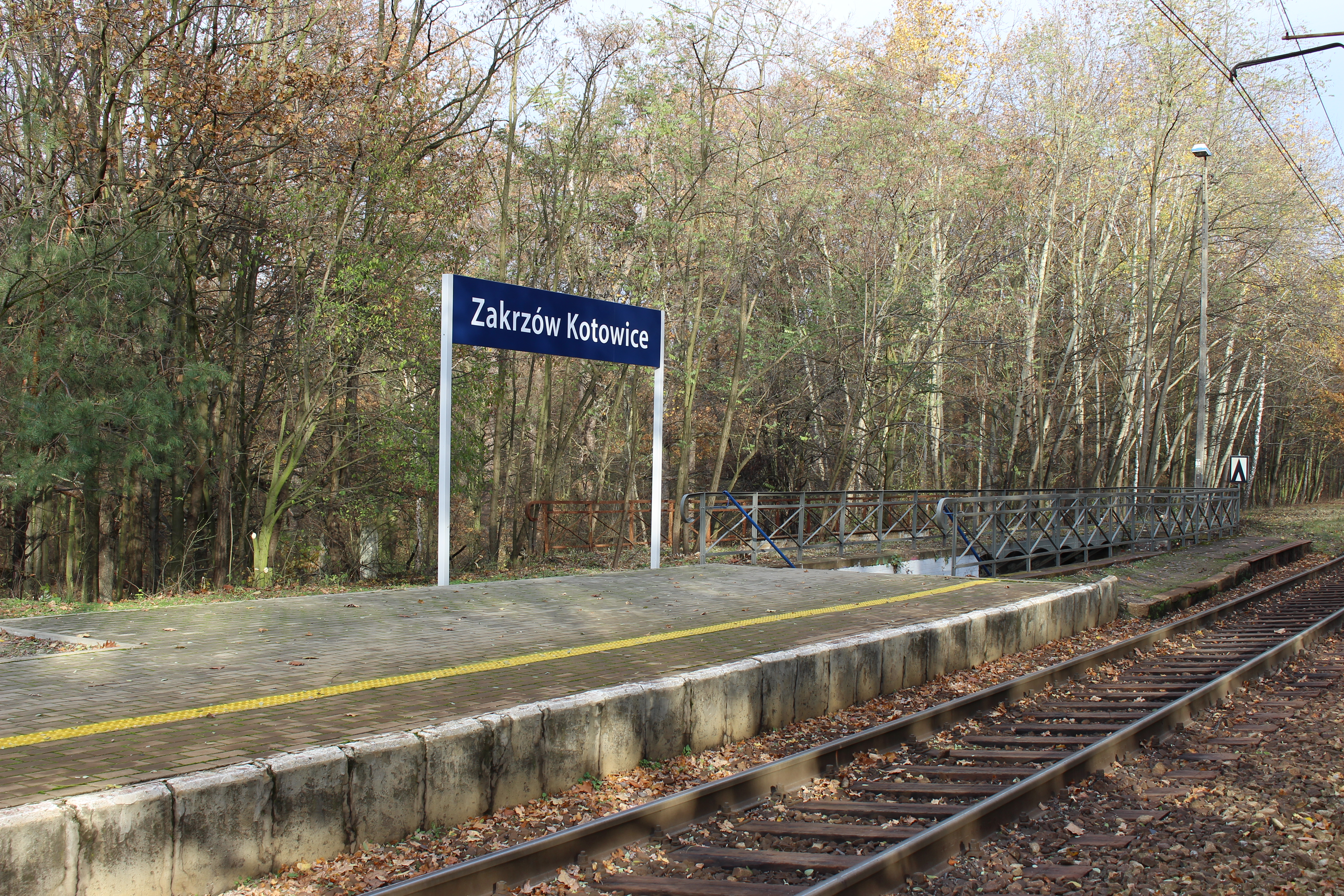
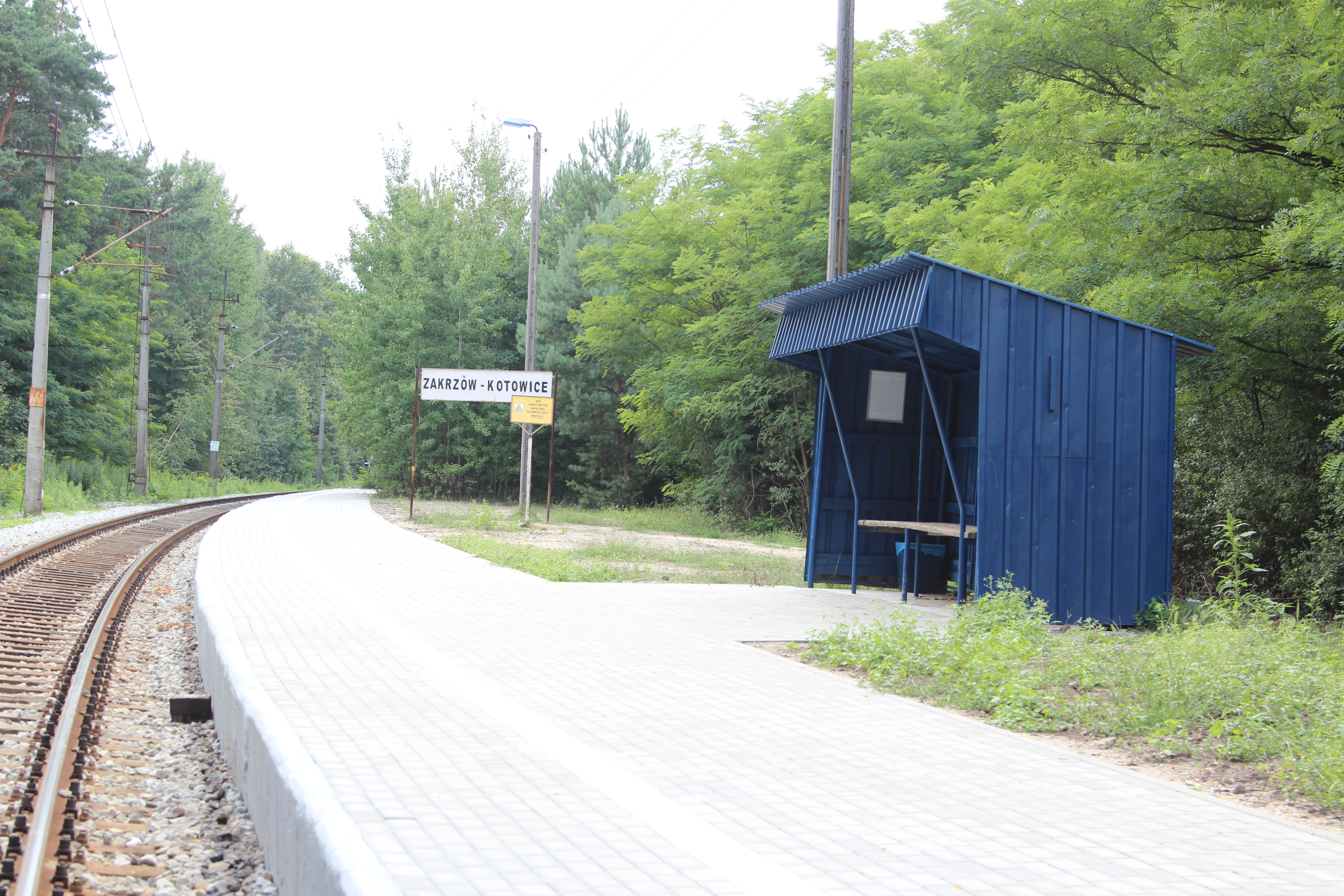
Przystanek Zakrzów Kotowice w sierpniu 2013 r.